# Scinax littoralis
Scinax littoralis és una espècie de granota endèmica del Brasil.